# Вулиця Миколи Сціборського (Житомир)
Вулиця Миколи Сціборського — вулиця в Богунському районі міста Житомир.
Названа на честь Миколи Сціборського, військового, державного та політичного діяча, підполковника Війська УНР, одного із фундаторів ОУН, ідеолога українського націоналізму.

## Опис
Знаходиться в північній частині Старого міста (місцевість Сінний Ринок). Бере початок від вулиці Перемоги, поруч з Вільським цвинтарем, прямує на схід, повз обласне управління статистики та кондитерську фабрику, закінчується серед приватних будинків. Уздовж вулиці розташовуються автомайстерні, бюро ритуальних послуг, нотаріальний архів, гідрометеорологічний центр та стайні колишньої поштової станції.

## Історичні відомості
Історична назва Північна вулиця. У 1964 році перейменована на честь більшовика Яна Гамарника.
Відповідно до розпорядження Житомирського міського голови від 19 лютого 2016 року № 112 «Про перейменування топонімічних об'єктів та демонтаж пам'ятних знаків у м. Житомирі», перейменована на вулицю Миколи Сціборського.
31 жовтня 2018 року на будівлі Головного управління статистики в Житомирській області (Миколи Сціборського, 6А) було встановлено пам'ятну дошку Миколи Сціборського. Проєкт та виготовлення таблиці здійснив доброволець — учасник АТО, скульптор Ігор Сень. Дошку було виготовлено за замовленням та фінансуванням Житомирської ОДА.

### Історія формування вулиці
Вулиця формувалася відповідно до генеральних планів середини ХІХ ст. Згідно з генпланом являла собою найпівнічнішу вулицю в межах міста та мала огинати місто з півночі та північного заходу. Планом передбачалося, що вулиця буде значно довшою та буде з'єднувати вулицю Східну із вулицею Західною. Північна вулиця мала прямувати зі сходу на захід, повертати на 45 градусів на південний захід неподалік Суриної гори, затим проходити крізь Рудню, річку Кам'янку та Мальованку. Протягом другої половини ХІХ століття сформувалися декілька відокремлених одна від одної частин Північної вулиці. Станом на початок ХХ ст. складовими частинами Північної вулиці були нинішні Березівська вулиця на Мальованці, Новопівнічна вулиця, вулиця Миколи Сціборського та вулиця Академіка Дашкевича.
Нинішня вулиця Миколи Сціборського почала формуватися як найстаріша частина Північної вулиці до початку другої половини ХІХ століття. Тоді сформувалася між сучасними вулицями Перемоги та Покровською.
Забудова житловими будинками вулиці почала формуватися у другій половині ХІХ ст. Окремі будинки показані на мапі початку другої половини ХІХ ст. та розташовувалися поруч з майбутнім провулком Козубського.
До 1960-х років садибна забудова вулиці між сучасними вулицями Перемоги та Покровською сформувалася. У 1956 році збудовано першу багатоповерхівку вулиці — триповерховий житловий будинок кондитерської фабрики.
У 1950-х роках передбачалося продовження вулиці у напрямку Східної вулиці з організацією на вулиці трамвайного руху до перехрестя її з вулицею Московською (нині Небесної Сотні), яку теж передбачалося продовжити (на північ). У другій половині 1950-х років почала формуватися та забудовуватися ділянка вулиці на схід від вулиці Покровської. Вулицю не вдалося прорізати значно на схід, тому нова ділянка завершилася кутком за декількасот метрів від вулиці Покровської. Нова ділянка забудувалася до кінця 1960-х років.
У 1958 році частину Північної вулиці виділено в окрему вулицю Новопівнічну. У 1995 році ізольовані від основної частини ділянки вулиці Яна Гамарника виділено у нові вулиці: Академіка Дашкевича та Болгарську.